# Jozef Lieckens
Jozef Lieckens (Nijlen, 26 marzo 1959) è un ex ciclista su strada belga, professionista dal 1981 al 1991.
Vinse due tappe alla Vuelta a España 1984 e due edizioni del Grand Prix de Fourmies. Inoltre si aggiudicò sia alla Vuelta a España che al Tour de France la speciale classifica degli sprint intermedi.

## Carriera
Velocista e adatto alle corse in linea ottenne numerosi piazzamenti soprattutto nelle classiche e semi-classiche del pavé e in quelle delle Ardenne, fra cui il quarto posto nella Freccia del Brabante 1982, i secondi posti all'Amstel Gold Race e all'E3 Prijs Vlaanderen 1985, il terzo all'Omloop Het Volk dello stesso anno e il secondo alla Parigi-Bruxelles 1987.

## Palmarès
- 1979 (dilettanti)

Zemst
- 1980 (dilettanti)

Bruxelles-Zepperen
1ª tappa Etoile du Sud
- 1981 (Capri Sonne)

Grand Prix de Fourmies
Paris-Troyes
Kattekoers
Circuit du Port de Dunkerque
1ª tappa Ronde van de Kempen
4ª tappa Ronde van de Kempen
8ª tappa, 2ª semitappa Ronde van de Kempen
Classifica generale Ronde van de Kempen
1ª tappa, 2ª semitappa Circuit Franco-Belge
Classifica generale Circuit Franco-Belge
- 1982 (Capri Sonne, una vittoria)

5ª tappa Tour Méditerranéen
- 1984 (Safir-Van de Ven, due vittorie)

3ª tappa Vuelta a España
5ª tappa Vuelta a España
- 1985 (Lotto-Eddy Merckx, quattro vittorie)

Grote Prijs Jef Scherens
2ª tappa Tour de Picardie
Classifica generale Tour de Picardie
5ª tappa Giro del Belgio
- 1986 (Lotto-Eddy Merckx, sette vittorie)

Grand Prix de Fourmies
Grote Prijs Jef Scherens
Classifica generale Tre Giorni delle Fiandre Occidentali
2ª tappa Tour de Luxembourg
5ª tappa Giro del Belgio
2ª tappa Driedaagse De Panne - Koksijde
1ª tappa, 2ª semitappa Zuipporde
- 1987 (Lotto-Eddy Merckx, sei vittorie)

Omloop van de Westkust-De Panne
3ª tappa, 2ª semitappa Quatre Jours de Dunkerque
2ª tappa Tour de Luxembourg
5ª tappa Tour de Luxembourg
2ª tappa Vuelta a Lloret del Mar
4ª tappa Vuelta a Lloret del Mar
- 1988 (Hitachi-Bosal-B.C.E. Snooker, una vittoria)

6ª tappa, 2ª semitappa Quatre Jours de Dunkerque
- 1989 (Hitachi, una vittoria)

2ª tappa Euskal Bizikleta

### Altri successi
- 1983 (Safir-Van de Ven)

Criterium di Schoonderbuken
- 1984 (Safir-Van de Ven)

Classifica sprint Vuelta a España
- 1985 (Lotto-Eddy Merckx)

Classifica sprint Tour de France
Criterium di Tirlemont
Criterium di Tienen
- 1986 (Lotto-Eddy Merckx)

Criterium di Herselt
- 1987 (Lotto-Eddy Merckx)

Rebecq-Rognon (Criterium)
Criterium Aalst
Kermesse di Oostrozebeke

## Piazzamenti

### Grandi Giri
- Tour de France

1985: 130º
1986: 129º
1987: 132º
1989: ritirato (10ª tappa)
- Vuelta a España

1984: 73º

### Classiche monumento
- Milano-Sanremo

1983: 79º
1985: 15º
1987: 136º
1988: 75º
- Giro delle Fiandre

1984: 13º
1985: 5º
1987: 16º
1988: 17º
1989: 11º
1990: 55º
- Parigi-Roubaix

1983: 18º
1985: 7º
1987: 22º
1989: 13º

### Competizioni mondiali
- Campionati del mondo

Giavera del Montello: riserva
Colorado Springs - In linea: 72º
Villach - In linea: 71º